# Uspomene (Srebrna krila-album)
Az Uspomene a Srebrna krila együttes 1984-ben, a Jugotonnál megjelent nagylemeze. Katalógusszáma: LSY 63218. Az album felvételei Zágrábban készültek, 1984 novemberében. A kiadványhoz egy kétrét hajtott naptármelléklet is tartozik az 1985. évre, aminek hátoldalán a dalszövegek is megtalálhatóak. Az együttes tagjai a borítón öltönyben láthatóak.

## Az album dalai

### A oldal
1. Oprosti za sve (3:29)
2. Žabica (2:55)
3. Da nema ljubavi (3:00)
4. Volim te dušo	(3:35)
5. Dijana (2:54)
6. Moja dinastija (3:20)

### B oldal
1. Sretno draga (4:04)
2. Oliva-Olivica	(3:32)
3. Stari moj (4:07)
4. Ana-Marija (3:37)
5. Čekaj me (3:53)